# Ljungan
Ljungan è un fiume della Svezia centrale che nasce presso il confine norvegese ed attraversa le contee di Jämtland e Västernorrland.